# يسرا حلمي
يسرا حلمي هي لاعبة كرة طاولة مصرية وُلدت في 3 ديسمبر 1995، ومثلت مصر في دورة الألعاب الأولمبية الصيفية عام 2016، وفي دورة الألعاب الأولمبية الصيفية عام 2020.

## مسيرتها الرياضية
ولدت يسرا حلمي لأسرة رياضية بامتياز فوالدها هو أشرف حلمي المدير الفني لمنتخب مصر لكرة الطاولة للسيدات، كما أن أخيها الأصغر هو اللاعب الطاولة يوسف أشرف حلمي لاعب كرة الطاولة بنادي الزمالك. بدأت يسرا حلمي مسيرتها الرياضية في لعبة كرة الطاولة وهي في العاشرة من عمرها فانضمت لفريق كرة الطاولة بالنادي الأهلي، ثُم انتقلت بعد ذلك إلى نادي جزيرة الورد، كما انضمت إلى صفوف منتخب مصر لكرة الطاولة. وفي عام 2022 انتقلت يسرا حلمي للعب ضمن فريق كرة الطاولة للسيدات بنادي الزمالك المصري.

## المشاركات والميداليات
شاركت يسرا حلمي في عدة نسخ من بطولة أفريقيا لكرة الطاولة كان آخرها في عام 2023 حيث وصلت للدور نصف النهائي في منافسات فردي السيدات قبل أن تخسر أمام مواطنتها اللاعبة دينا مشرف لتحتل بذلك المركز الثالث وتفوز بالميدالية البرونزية في منافسات فردي السيدات. فازت يسرا حلمي قبل ذلك بالميدالية الفضية في منافسات فردي السيدات في بطولة إفريقيا لكرة التنس لعام 2022. كما شاركت يسرا حلمي عام 2016 في دورة الألعاب الأولمبية الصيفية التي أقيمت في مدينة  ريو دي جانيرو بالبرازيل، وفي عام 2021 عادت يسرا حلمي لتشارك مجددًا في دورة الألعاب الأولمبية الصيفية التي أقيمت بمدينة طوكيو في اليابان، ولكنها خرجت من الدور الأول للبطولة ولم تتأهل للأدوار النهائية بعد خسارتها في الدور التمهيدي لمنافسات فردي السيدات أمام اللاعبة الفرنسية جيا نان يوان بنتيجة أربعة أشواط مقابل لا شيء، وفي عام 2023، توجت يسرا حلمي مع فريق نادي الزمالك بلقب بطولة الجمهورية المصرية لكرة الطاولة، كما تأهلت في نفس العام للمشاركة مع المنتخب المصري لكرة الطاولة للسيدات في النسخة القادمة من دورة الألعاب الأولمبية الصيفية التي من المقرر إقامتها في مدينة باريس بفرنسا عام 2024 بعدما حصل المنتخب المصري لكرة الطاولة للسيدات على الميدالية الذهبية في البطولة الإفريقية المؤهلة لأولمبياد باريس 2024 بعد تغلبه في المباراة النهائية على المنتخب النيجيري لكرة الطاولة للسيدات بنتيجة ثلاث أشواط مقابل لا شيء. ويوضح الجدول التالي أهم المُسابقات والبطولات التي شاركت فيها يسرا حلمي، وأبرز الميداليات والألقاب التي حققتها في البطولات والمسابقات المختلفة:
| العام | المسابقة                             | المكان                  | المنافسات            | الترتيب/الميدالية                   | ملاحظات |
| ----- | ------------------------------------ | ----------------------- | -------------------- | ----------------------------------- | --- |
| 2016  | دورة الألعاب الأولمبية الصيفية       | ريو دي جانيرو، البرازيل | منافسات فردي السيدات | لم تتأهل                            | |
| 2021  | دورة الألعاب الأولمبية الصيفية       | طوكيو، اليابان          | منافسات فردي السيدات | لم تتأهل                            | خرجت من الدور التمهيدي للبطولة بعدما خسرت أمام اللاعبة الفرنسية جيا نان يوان بنتيجة 4-0                        |
| 2021  | بطولة إفريقيا لكرة الطاولة           |                         | منافسات زوجي السيدات | المركز الأول (الميدالية الذهبية)    | فازت بالمركز الأول برفقة مواطنتها اللاعبة فرح عبد العزيز                                                       |
| 2022  | بطولة الجمهورية المصرية لتنس الطاولة | القاهرة، مصر            | منافسات فردي السيدات | المركز الأول (الميدالية الذهبية)    | لعبت باسم نادي الزمالك، واحتلت المركز الأول بعدما تغلبت في المباراة النهائية على لاعبة النادي الأهلي آلاء يحيى |
| 2022  | بطولة إفريقيا لكرة الطاولة           |                         | منافسات فردي السيدات | المركز الثاني (الميدالية الفضية)    | خسرت المباراة النهائية أمام مواطنتها اللاعبة دينا مشرف                                                         |
| 2022  | بطولة الأندية العربية لكرة الطاولة   | القاهرة، مصر            |                      |                                     | |
| 2023  | بطولة إفريقيا لكرة الطاولة           | رادس، تونس              | منافسات فرق السيدات  | المركز الأول (الميدالية الذهبية)    | |
| 2023  | بطولة إفريقيا لكرة الطاولة           | رادس، تونس              | منافسات فردي السيدات | المركز الثالث (الميدالية البرونزية) | |
| 2023  | بطولة سلوفينيا الدولية لكرة الطاولة  | سلوفينيا                |                      |                                     | |

## التصنيف
صُنفت يسرا حلمي في عام 2022 في المرتبة 81 عالميا في منافسات فردي السيدات، على حين احتلت المرتبة الثامنة عشر في منافسات زوجي السيدات، واحتلت المرتبة 23 في منافسات الزوجي المختلط وفقًا لتصنيف الاتحاد الدولي للعبة كرة الطاولة.